# 格拉尼约
格拉尼约（法語：Granieu，法語發音：[ɡʁanjø]）是法国伊泽尔省的一个市镇，位于该省北部，属于拉图尔迪潘区。

## 地理
格拉尼约（45°35'58"N, 5°35'19"E）面积3.73 平方千米，位于法国奥弗涅-罗讷-阿尔卑斯大区伊泽尔省，该省份为法国东南部内陆省份，北起顺时针与安省、萨瓦省、上阿尔卑斯省、德龙省、阿尔代什省、卢瓦尔省和罗讷省。
与格拉尼约接壤的市镇（或旧市镇、城区）包括：阿奥斯特、莱萨沃尼耶尔-韦兰-蒂埃兰、希米兰、科尔伯兰、拉巴蒂蒙加斯孔。

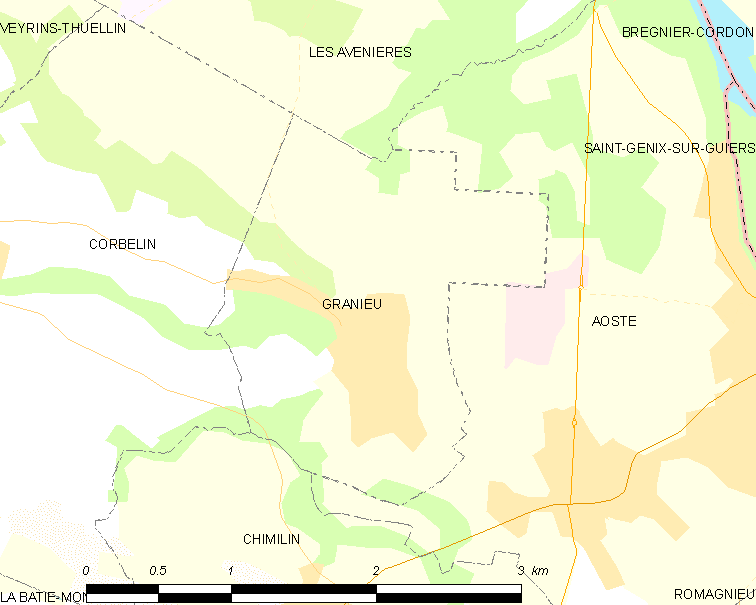
格拉尼约的OSM定位图

格拉尼约的时区为UTC+01:00、UTC+02:00（夏令时）。

## 行政
格拉尼约的邮政编码为38490，INSEE市镇编码为38183。

## 政治
格拉尼约所属的省级选区为沙特勒斯-吉耶县。

## 人口

1962-2008年间格拉尼约人口变化图示

格拉尼约于2022年1月1日时的人口数量为516人。